# За перевалом
«За перевалом» — фантастический роман о будущем Владимира Савченко, опубликован в 1984 году.

## История создания
Роман написан в 1970-1975 гг. Первоначально автор планировал назвать роман «Племя людей». Отрывок из романа напечатан в журнале «Техника — молодёжи» № 10 за 1961 год под названием «Новый лик Земли». В качестве пролога использован ранний рассказ Савченко «Пробуждение профессора Берна» (1956).

## Сюжет
Учёный-биофизик профессор Альфред Берн из 1952 года попадает в 2166 год в установке для анабиоза собственной конструкции. После пробуждения он подвергся нападению стада гуманоидных обезьян-эхху.

Для сохранения его жизни и, в возможных пределах, психики и интеллекта ему были пересажены лобные и частично затылочные доли мозга астронавта Дана (Эриданой, 35), погибшего в экспедиции к Альтаиру. Биозаконсервированная голова астронавта хранилась в Гобийском Биоцентре.

Несмотря на полученное зрительское и слуховое восприятие Дана, частично моторику и его речь, профессор Берн даже после преобразования тела в «машине-матке», подарившего ему вторую молодость, оказался не приспособлен к полноценному существованию в обществе XXII века. После долгих внутренних переживаний память астронавта Дана возобладала над сознанием Альфреда Берна. С помощью технологии считывания воспоминаний, т. н. «обратного зрения», вся планета узнала о Контакте с представителями Разумных Амёб на Одиннадцатой планете Альтаира.

## Главные герои
- Альфред Берн, он же Альдобиан 42/256 — немецкий учёный-биофизик, создавший и испытавший на себе установку для анабиоза.
- Иоганн Нимайер — инженер, помогавший Берну в испытаниях в пустыне Гоби.
- Иловиенаандр 182 — учёный-биолог, руководитель Гобийского биоцентра, Учитель.
- Эолинг 38 — учёный, сотрудник Гобийского биоцентра, работавший над программой Колонизации и над методикой считывания воспоминаний — «обратного зрения».
- Лио 18 — молодая сотрудница Гобийского биоцентра, возлюбленная Альфреда Берна.
- Эриданой 35/70 — астронавт-исследователь, участник Девятнадцатой звёздной экспедиции, погибший на Одиннадцатой планете Альтаира.
- Алимоксена 33/65 — астронавтка, биолог-математик-связист, участница Девятнадцатой звёздной экспедиции, возлюбленная Эриданоя 35/70.
- Арнолит 54/88 — астронавт, командир Девятнадцатой звёздной экспедиции.

## Интересные подробности
- ИРЦ — Информационный Регулирующий Центр, осуществляет глобальную связь и управление. «В введении ИРЦ связь, нетворческая информация, производство и распределение нужного людям по их потребностям»[3].
- В обществе XXII века принято давать индексовое имя, «которое является и именем, и краткой характеристикой, и адресом для связи и обслуживания через ИРЦ — документом. Оно составляется из индексов событий, занятий, дел, в которых человек оставил след»[3]. В быту имена сокращали до Ило, Эоли, Аль и т. п. Возрастная дробь — как правило, результат дальних космических экспедиций с релятивистским замедлением времени.
- Вместо денег используется бидж — «бит-джоуль», единица измерения антиэнтропийности. ИРЦ автоматически рассчитывает биджи для любого творческого занятия. Для крупных по ресурсам проектов требуется достаточный биджевый фонд, до накопления которого молодые люди живут «в кредит». Считается неприличным заводить детей, живя в кредит.
- Дети воспитываются в интернатах под руководством Учителей. Учитель — это не профессия, а звание. «Учителей выбирали, как депутатов парламента, и авторитет они имели не меньший»[3].
- После катастрофического Потепления, на Земле были созданы из морских кораллов новые материки. Изменения климата способствовали появлению влажных лесов в пустыне Гоби, а также таянию вечной мерзлоты в Сибири. «Зим не бывает, только в горах и у полюсов. Уже давно весна И вообще времен года три: весна, лето, осень»[3].
- У Тризвездия Омега Эридана (имеется в виду тройная звезда омикрон² Эридана) Пятой звездной экспедицией были найдены залежи антивещества. От Тризвездия до Земли проложена Трасса, по которой антивещество автоматически доставляют в Солнечную систему. Энергию антивещества планируют использовать для Колонизации других планет Солнечной системы.
- До Контакта с Высшими Простейшими Амёбами человечество встретилось только с двумя инопланетными расами. О первом Контакте с инопланетным кораблём, прилетевшем в Солнечную Систему в разгар Потепления, рассказывается во вставной новелле «Визит Дамы». Инопланетяне отказались помочь человечеству, заявив, что оно само повинно в своих бедах и должно пройти «проверку на разумность». Также кратко упомянута кристаллическая форма жизни у Проксимы Центавра, обнаруженная астронавтами Седьмой экспедиции. Это отсылка к рассказу В.Савченко «Вторая экспедиция на Странную планету» 1959 года.